# Exorista pratensis
Exorista pratensis là một loài ruồi trong họ Tachinidae.